# Wahler
Atualmente, a Wahler é uma marca de produtos de autopeças pertencente à companhia Arlington Automotive. Os produtos da marca abrangem termostatos para sistema de arrefecimento para motores de combustão.

## Empresa Wahler
Antes da marca Wahler pertencer ao grupo Arlington, ela era uma empresa com seu próprio nome, o qual origina-se do sobrenome de seu fundador Gustav Wahler. 
A história da marca teve início em 1902 com fundação na Alemanha, na cidade de Pforzheim - uma empresa para trabalhos de prensagem em metais. Em 1911, foi feita a transferência da empresa para Esslingen, cidade natal do fundador Gustav Wahler, e em 1925 foram contratados os primeiros 25 funcionários para trabalhar nessa nova sede. 
Em 1938, a Wahler inicia a produção de termostatos para sistema de arrefecimento para motores de combustão. Sete anos depois, a empresa cresce rapidamente e emprega 100 funcionários. 
A expansão para mercados internacionais leva a fundação da filial brasileira (WAME) em Piracicaba, São Paulo em 1973, visando atender os mercados da América do Sul a pedido da Volkswagen e Mercedes-Benz do Brasil, sendo que de 1978 a 1984 a WAME passou a fabricar termos-interruptores, componentes estampados e usinados, válvulas defletoras de retorno de gás de escape e termostatos encarcaçados, tendo conquistado clientes como Fiat, MWM Perkins e GMB. Tal expansão traz ênfase a questão da qualidade, a qual passa a fazer parte da estratégia da WAME, com as conquistas das certificações ISO 14001; IATF 16949 e ISO 9001.
O ano de 2002 foi marcado pelo Centenário da Corporação, o qual a Wahler rememora uma orgulhosa tradição de 100 anos. Nestes primeiros 100 - e até hoje, a marca mereceu repetidamente sua reputação e manifestou sua posição como uma parceira experiente e inovadora no desenvolvimento de motores a combustão. As conquistas foram resultado dos conceitos e idéias dos proprietários da Wahler, aliado aos estímulos recebidos da indústria automotiva; além do departamentos de Pesquisas e Desenvolvimentos que pavimentaram o modo para intensificar o desempenho de motores modernos.
Hoje em dia, a marca Wahler faz parte do Grupo Arlington, especificamente, Arlington Automotive Brasil, o que possibilita a ampliação de seu leque de distribuição.

## Grupo BorgWarner
Em 13 de dezembro de 2013, a BorgWarner anuncia a assinatura do contrato de adquirição para todas as ações da Gustav Wahler GmbH u. Co. KG e seu parceiro geral ("Wahler"), um produtor de válvulas de recirculação de gases de escape (EGR), tubos de EGR e termostatos. 
Na época, foi afirmado que a Wahler possuía unidades na Alemanha, Brasil, EUA, China e Eslováquia. Sendo assim, a companhia empregava aproximadamente 1.250 pessoas e fornecia clientes como Daimler, Volkswagen, BMW, GM e John Deere. As vendas anuais da Wahler para 2013 foram de aproximadamente US $ 350 milhões. 

## Arlington Automotive
No dia 1 de abril de 2019, A Arlington Industries Group Ltd adquiriu o negócio de termostatos Wahler da BorgWarner, uma medida que complementa a aquisição da Magal Engineering em 2017. A aquisição da Wahler forneceu novas tecnologias e sinergias de fabricação a uma base mais ampla de clientes de OEM, além de fornecer a seus clientes Arlington Automotive divisão com um negócio estabelecido de aftermarket. 
Mark Franckel, CEO do Arlington Industries Group, afirmou: “Estamos muito satisfeitos com nossa última aquisição. A marca Wahler significa qualidade premium e essa é uma mudança significativa da Arlington Industries. Nossa nova estrutura oferecerá grandes oportunidades para nossos clientes e funcionários em todo o mundo.”
O principal acionista do Grupo Arlington Industries Group, o Cartesian Capital Group, apoiou o crescimento global da empresa e continua a identificar e aconselhar sobre aquisições complementares para o Grupo. Beth Michelson, diretora administrativa sênior, comentou: “A aquisição da Wahler da Borg Warner, uma empresa da Fortune 500 dos EUA, demonstra a força da Arlington e nosso compromisso em fornecer uma cadeia de suprimentos incomparável para nossos clientes OEM automotivos em todo o mundo. Essa aquisição expande significativamente a presença global, a oferta e os recursos de produtos da Arlington. Estamos todos muito animados para o futuro.”